# Glynn Lunney
Glynn Stephen Lunney (Old Forge, 27 novembre 1936 – 19 marzo 2021) è stato un ingegnere statunitense.
Dipendente della NASA sin dalla sua creazione nel 1958, Lunney è stato un direttore di volo durante i programmi Gemini e Apollo ed era in servizio durante avvenimenti storici come l'allunaggio dell'Apollo 11 o le ore centrali della crisi dell'Apollo 13. Alla fine del programma Apollo divenne un responsabile del Programma test Apollo-Sojuz, la prima collaborazione in voli spaziali tra Stati Uniti e Unione Sovietica. Lavorò poi come responsabile del Programma Space Shuttle prima di abbandonare la NASA nel 1985 e diventare, più tardi, vice presidente della United Space Alliance.

## Pubblicazioni selezionate
- Lunney, G. S. and K. C. Weston. (1959). "Heat-Transfer Measurements on an Air-Launched, Blunted Cone-Cylinder Rocket Vehicle to Mach 9.7." NASA-TM X-84. Cleveland, Ohio: NASA Lewis Research Center.
- Lunney, G. S., L. C. Dunseith, and J. F. Dalby. (1960). "Project Mercury: Methods and Pertinent Data for Project Mercury Flight Computing Requirements." NASA-TM-X-69335. Hampton, Virginia: NASA Langley Research Center.
- Lunney, G. S. (1964). "Launch-Phase Monitoring." In Manned Spacecraft: Engineering Design and Operation. Ed. Paul E. Purser, Maxime A. Faget, and Norman F. Smith. New York: Fairchild Publications, Inc.
- (EN) Summary of Gemini rendezvous experience (PDF), su klabs.org. AIAA Paper 67–272. Cocoa Beach, Florida: American Institute of Aeronautics and Astronautics Flight Test, Simulation and Support Conference, 6–February 8, 1967.
- (EN) Discussion during the Apollo 13 operations (PDF), su klabs.org. AIAA Paper 701260. Houston: American Institute of Aeronautics and Astronautics 7th Annual Meeting and Technical Display, 19–October 22, 1970.